# Per Knudsen
Per Knudsen (né le 2 juin 1925 à Aarhus au Danemark et mort le 8 février 1999 dans la même ville) est un joueur de football international danois, qui évoluait au poste de défenseur.

## Biographie

### Carrière en sélection
Avec l'équipe du Danemark, il joue deux matchs : contre la Finlande à l'occasion du championnat nordique en 1948, puis contre les Pays-Bas en amical lors de l'année 1952.
Il figure dans le groupe des sélectionnés lors des Jeux olympiques de 1948 et de 1952 (sans jouer de matchs lors de ces compétitions).

## Palmarès
Danemark
- Jeux olympiques :
  -  Bronze : 1948.